# Javier Cámpora
Javier Edgardo Cámpora Bustamante mais conhecido como Javier Cámpora (Rosario, 31 de maio de 1981), é um futebolista argentino que atua como atacante. Atualmente, joga no PAE Veria.

## Prêmios
Tiro Federal
- Artilheiro do Campeonato Argentino (Apertura) 2005